# Nicole Bradtke
Nicole Bradtke, född den 22 september 1969 i Melbourne, är en australisk tennisspelare.
Hon tog OS-brons i damernas dubbelturnering i samband med de olympiska tennisturneringarna 1992 i Barcelona.